# Thanapon Jarujitranon
Thanapon Jarujittranon (ธนพล จารุจิตรานนท์), noto anche con lo pseudonimo di Tee (ตี๋) (Thailandia, 5 dicembre 1994), è un attore televisivo thailandese.
Dal 2017, insieme a quattro co-protagonisti di "Duen kiao duen - 2Moons: The Series", fa parte del gruppo musicale SBFIVE.

## Filmografia

### Televisione
- Part Time: The Series - Wai kla fan - serie TV (2016)
- Duen kiao duen - 2Moons: The Series - serie TV, 12 episodi (2017-in corso)
- Social Death Vote - serie TV, episodi 1x04 e 1x06 (2018)

## Discografia

### Singoli
- 2017 - Chai reu plao (con Darvid Kreepolrerk)

#### SBFIVE
- 2017 - WHENEVER